# Théodose des Grottes
Pour les articles homonymes, voir Théodose.
Théodose des Grottes (nommé également Théodose de Kievo-Petcherski, Théodose des cryptes ou encore Feodosij Pecherskij), né en 1009 à Vassilievo (près de Kiev, en Ukraine actuelle) et mort en 1074 à Kiev, est le fondateur du monastère des Grottes à Kiev ; il est considéré comme l'un des pères du monachisme russe. Il fut canonisé dès 1108 à la demande du prince Sviatopolk Iziaslavitch par le métropolite de Kiev Nicéphore Ier.

## Biographie
La vie de Théodose est connue grâce à la biographie écrite par le moine Nestor vers 1080.
Les parents de Théodose sont chrétiens. Son père est employé au service du prince. Ils viennent habiter à Koursk. Son père meurt quand il a 13 ans. Théodose devient très pieux. À 23 ans, il part pour Kiev et il rencontre saint Théophore Antoine dont il devient le disciple. Il se révèle homme très rigoureux pour lui, n'hésitant pas devant les travaux manuels, très vertueux, mais faisant preuve d'une grande aptitude à gouverner les hommes.
En 1054, Théodose est ordonné hiéromoine,, et en 1057 il a été choisi higoumène (supérieur d'un monastère orthodoxe ou catholique oriental). Sa renommée a attiré un grand nombre de moines au monastère (jusqu'à cent écrit le moine Nestor)[réf. souhaitée]. Il construit une nouvelle église qui est inaugurée en 1062 : c'est  la date de la fondation du monastère des Grottes (Petcherskaïa Lavra).
Théodose charge le moine Éphrem, qui avait entrepris un pèlerinage aux Lieux saints et à Constantinople, de s'informer sur le fonctionnement des monastères byzantins. Il rapporte une copie du Typikon du monastère du Stoudion, rédigé par le patriarche Alexis le Studite pour un monastère qu'il avait fondé. Théodose applique cette règle dans son propre monastère. En cela il est le fondateur du cénobitisme en Russie.
Après sa mort en 1074, le tombeau de Saint Théodose, higoumène de la Laure des grottes de Kiev et fondateur du monachisme cénobitique en Russie, devint une source de miracles.